# Viola Beach

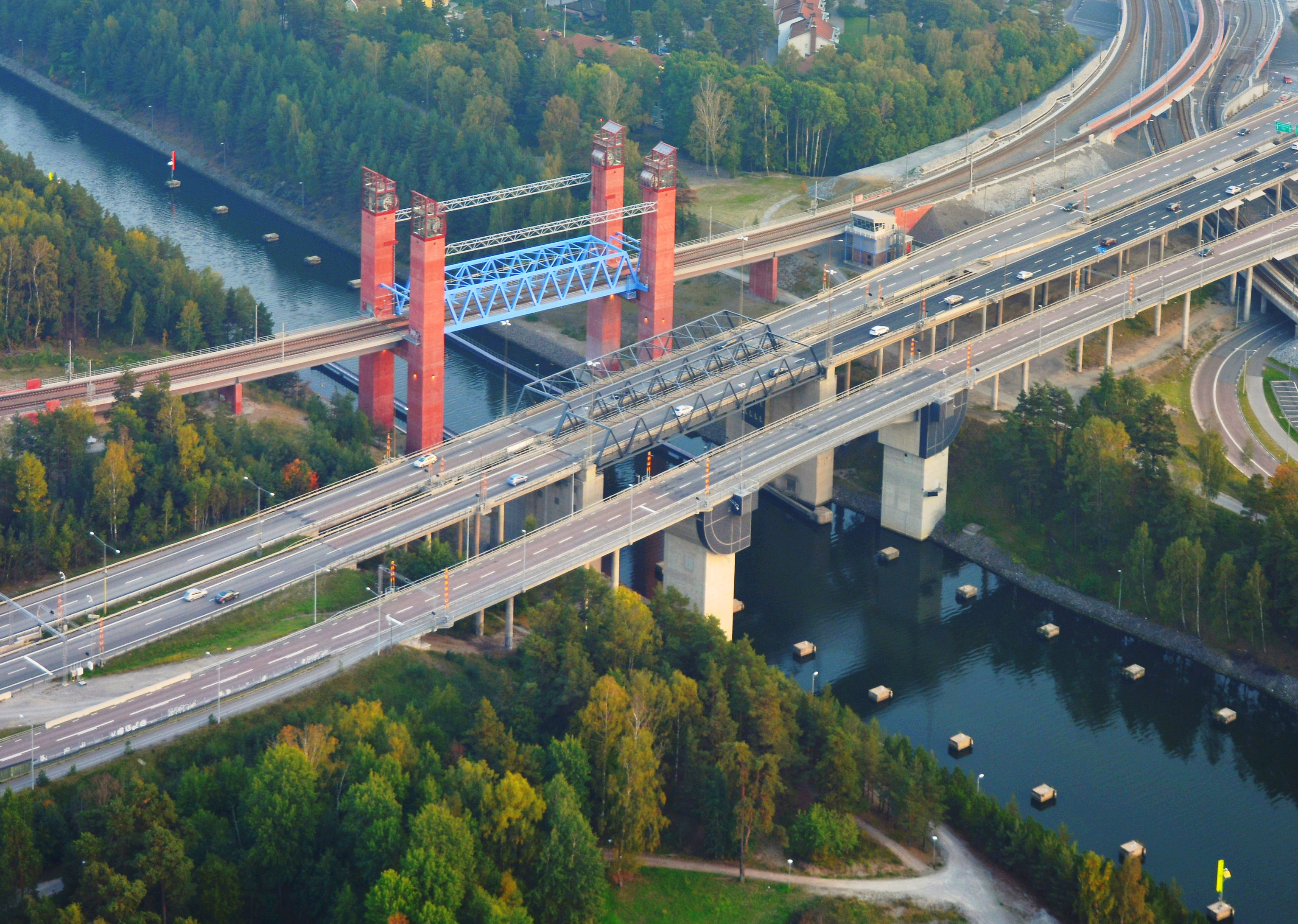
Ponte onde ocorreu o acidente que matou todos os integrantes da banda

Viola Beach foi uma banda de indie pop britânica.
Formada na cidade de Warrington por Kris Leonard (guitarra e vocais), River Reeves (guitarra), Tomas Lowe (baixo) e Jack Dakin (bateria), a banda começou a fazer sucesso em 2013. 
Depois do sucesso do single "Swings & Waterslides", a banda acabou após todos os seus integrantes e o empresário do grupo morrerem num acidente automobilístico no dia 13 de fevereiro de 2016 próximo da cidade de Estocolmo, Suécia..
Em 29 de julho de 2016 foi lançado o primeiro álbum (póstumo) que leva o nome da banda, Viola Beach.